# Sayed Abdel Hafeez
Sayed Abdel Hafeez (in arabo سيد عبد الحفيظ‎?; Faiyum, 27 ottobre 1977) è un ex calciatore egiziano, di ruolo centrocampista.

## Carriera

### Club
Ha militato nel campionato egiziano, vincendolo 7 volte, e in quello saudita.

### Nazionale
Con la maglia della Nazionale egiziana ha raccolto 25 presenze.

## Palmarès

### Club

#### Competizioni nazionali
- Campionato egiziano: 7

Al Ahly: 1996-97, 1997-98, 1998-99, 1999-00, 2004-05, 2005-06, 2006-07
- Coppa d'Egitto: 4

Al Ahly: 2000-01, 2002-03, 2004-05, 2006-07

#### Competizioni internazionali
- CAF Champions League: 3

Al Ahly: 2001, 2005, 2006